# پارک تفریحی توکیو دم
پارک تفریحی توکیو دم انگلیسی: 東京ドームシティアトラクションズ, Tōkyō Dōmu Shiti Atorakushonzu، یک پارک تفریحی است که در کنار گنبد توکیو (توکیو دم) در بونکیو-کو، توکیو، ژاپن واقع شده است و بخشی از مجموعه تفریحی Tokyo Dome City را تشکیل می‌دهد.